# 焼山 (札幌市豊平区)

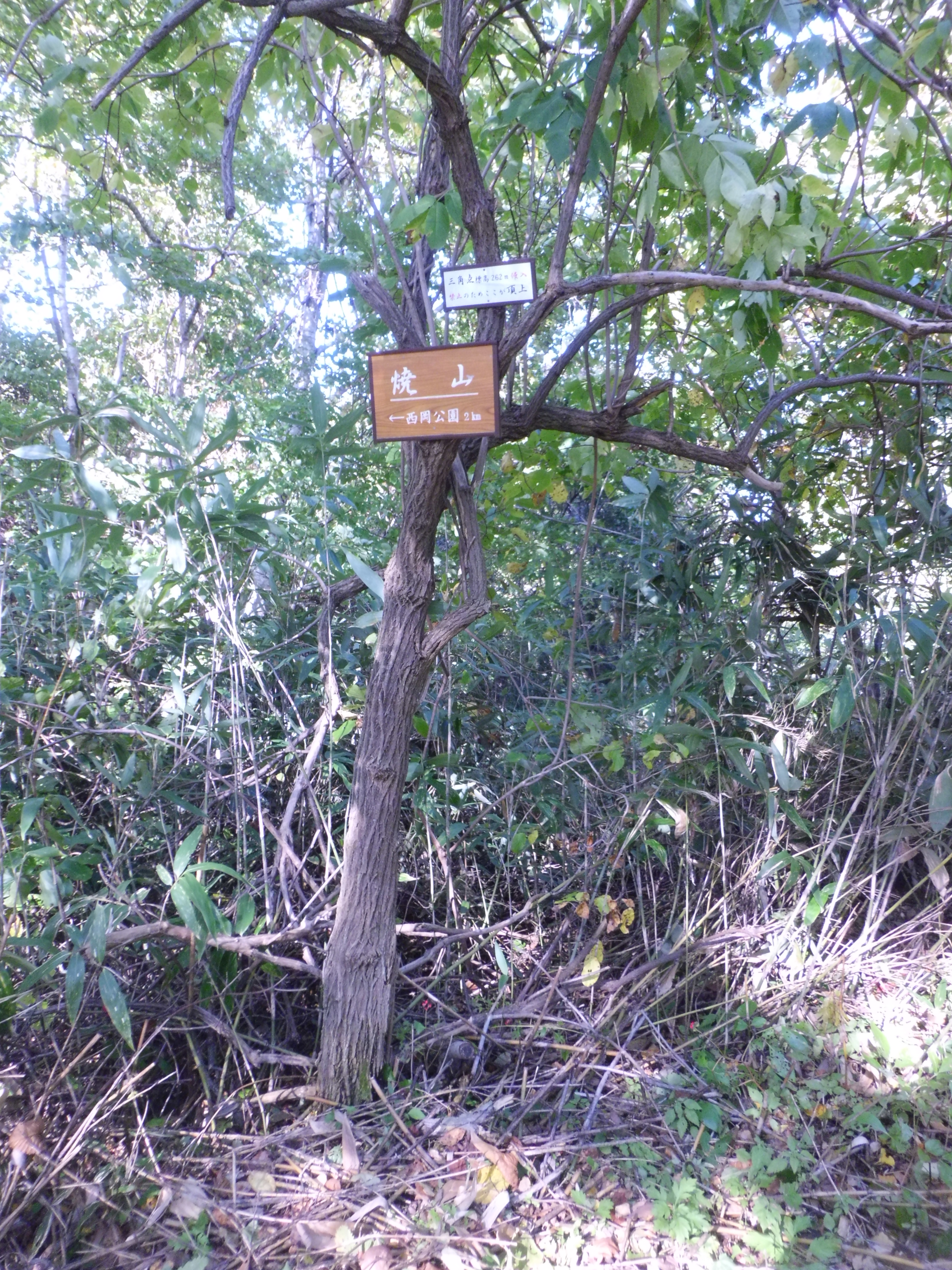
三角点周辺は立入禁止のため、その近くに設けられた山頂標

焼山（やけやま）は北海道札幌市豊平区西岡にある山。
標高261.8メートル。山名は開拓時代、火入れにともなう山火事が絶えなかったことに由来する。かつては周辺一帯も「焼山」と呼ばれていたが、1909年（明治42年）に「西山」と改められ、その後「西岡」となった。
山と言っても丘陵地帯の1つのピークであり、あまり目立たない。そのためか、西岡水源池を巡る自然歩道と隣接しているが、登山客はそう多くない。一帯は樹木に覆われており、かつての山火事の跡は見られないが、これは自然に回復した樹林という点で貴重な研究試験林となっている。